# Bird Island (Falklandinseln)
Bird Island (spanisch Isla Pájaro) ist eine Insel der Falklandinseln im Südatlantik und liegt 4,5 km südlich von Westfalkland. Sie ist seit 1996 ein Naturschutzgebiet der falkländischen Regierung.

## Geographie
Bird Island ist eine kleine Insel mit einer Fläche von etwa 120 ha. Ihre Küsten sind zum größten Teil steile Klippen, die in der westlichen Hälfte der Südküste bis zu 70 m hoch sind. Eine Landung mit dem Boot ist nur in einer Bucht im Nordosten möglich. In der Mitte der Insel befindet sich ein großer saisonaler Teich.

## Flora und Fauna
Die Vegetation ist spärlich und von Tussock dominiert. Insgesamt wurden zwölf Arten von Blütenpflanzen gefunden. 
Bird Island ist aber ein wichtiges Brutgebiet verschiedener Seevögel. Insgesamt brüten hier mehr als 10.000 Paare aus 25 Arten, weshalb die Insel von BirdLife International als Important Bird Area (FK03) ausgewiesen ist. Besonders häufig sind der Schwarzbrauenalbatros, der Felsenpinguin und der Belcher-Sturmvogel. Mit einer Population von 10.000 Tieren befindet sich im Südosten der Insel die größte Kolonie des südamerikanischen Seebären auf den Falklandinseln.